# Johann Rudolf Schnell

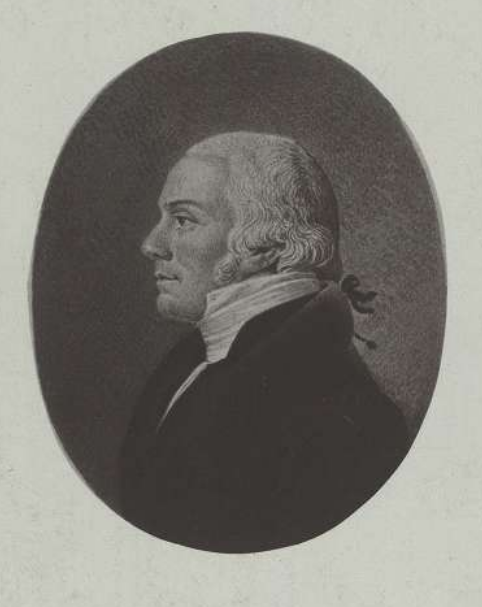
Johann Rudolf Schnell

Johann Rudolf Schnell (* 7. Oktober 1767 in Basel; † 21. März 1829 ebenda) war ein Schweizer Jurist und Richter.

## Leben
Johannes Schnell, Sohn eines Basler Eisenhändlers und Gerichtsherrn, hat ausschliesslich an der damals wenig bedeutenden Universität Basel studiert und 1795 mit dem Lizenziat beider Rechte abgeschlossen. Im gleichen Jahr erhielt er durch Los die Professur für Hebräisch, die er mit Emanuel Linder gegen diejenige für Geschichte eintauschte. 1796–1798 war er letzter Schultheiss von Grossbasel (Vorsitzender am Stadtgericht), darauf 1798–1802, mit einer kurzen Unterbrechung 1799, Präsident des Obersten Gerichtshofs der Helvetischen Republik. 1803–1819 präsidierte er im noch ungeteilten Kanton Basel sowohl das Zivil- als auch das Strafgericht und leitete in dieser Funktion eine Reform der Rechtspflege in Basel ein. 1819 wurde er in der verwaisten juristischen Fakultät der Universität Basel zum Professor für römisches und vaterländisches Recht berufen, und in diesem Zusammenhang verlieh ihm der Kanzler auch den Doktortitel. Schon 1822 stand er der Universität als Rektor vor, sechsmal war er Dekan seiner eigenen Fakultät und hat zu deren Erneuerung beigetragen. 1829 ist er nach kurzer Krankheit gestorben.
Johann Rudolf Schnell war ein Generalist, der seine umfassenden Kenntnisse der Praxis verdankte. Ihn zeichneten eine eminente fachliche Begabung, Organisationstalent und unermüdliche Schaffenskraft aus, er genoss allgemeine Achtung und Wertschätzung, als Gelehrter ist er kaum hervorgetreten.